# NGC 6906
NGC 6906 est une galaxie spirale barrée barrée située dans la constellation de l'Aigle. Sa vitesse par rapport au fond diffus cosmologique est de 4 582 ± 20 km/s, ce qui correspond à une distance de Hubble de 67,6 ± 4,7 Mpc (∼220 millions d'al). NGC 6906 a été découverte par l'astronome allemand Albert Marth en 1863.
La classe de luminosité de NGC 6906 est II-III et elle présente une large raie HI.
À ce jour, 11 mesures non basées sur le décalage vers le rouge (redshift) donnent une distance de 52,227 ± 11,236 Mpc (∼170 millions d'al), ce qui est à l'intérieur des valeurs de la distance de Hubble. Notons cependant que c'est avec la valeur moyenne des mesures indépendantes, lorsqu'elles existent, que la base de données NASA/IPAC calcule le diamètre d'une galaxie et qu'en conséquence le diamètre de NGC 6906 pourrait être d'environ 36,6 kpc (∼119 000 al) si on utilisait la distance de Hubble pour le calculer.

## Groupe de NGC 6906
NGC 6906 est la principale galaxie d'un trio. Les deux autres galaxies du groupe de NGC 6906 sont UGC 11551 et UGC 11555.